# Fallegölen
Fallegölen är en sjö i Nässjö kommun i Småland och ingår i Motala ströms huvudavrinningsområde. Sjön har en area på 0,0702 kvadratkilometer och ligger 307 meter över havet. Sjön avvattnas av vattendraget Häradsbäcken.

## Delavrinningsområde
Fallegölen ingår i det delavrinningsområde (640019-143408) som SMHI kallar för Mynnar i Hästsjön. Avrinningsområdets medelhöjd är 303 meter över havet och ytan är 3,54 kvadratkilometer. Det finns inga delavrinningsområden uppströms utan avrinningsområdet är högsta punkten. Häradsbäcken som avvattnar avrinningsområdet har biflödesordning 3, vilket innebär att vattnet flödar genom totalt 3 vattendrag innan det når havet efter 276 kilometer. Delavrinningsområdet består mestadels av skog (87 procent). Avrinningsområdet har 0,07 kvadratkilometer vattenytor vilket ger det en sjöprocent på 2 procent.